# ایوان داویدف
ایوان داویدف (بلغاری: Иван Александров Давидов؛ ۵ اکتبر ۱۹۴۳ – ۱۹ فوریهٔ ۲۰۱۵) یک بازیکن فوتبال اهل بلغارستان بود.
وی همچنین در تیم ملی فوتبال بلغارستان بازی کرده‌است.